# Sebald Bopp
Sebald Bopp (zemřel kolem r. 1502, Bamberg) byl německý pozdně gotický malíř aktivní v okolí Bambergu.

## Život a dílo

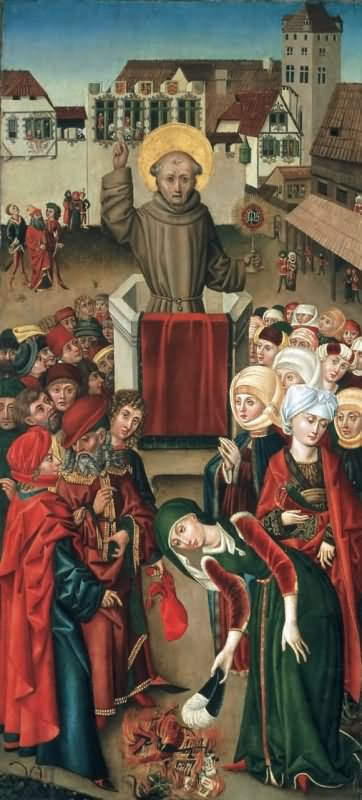
Kázání sv. Jana Kapistránského (1470)

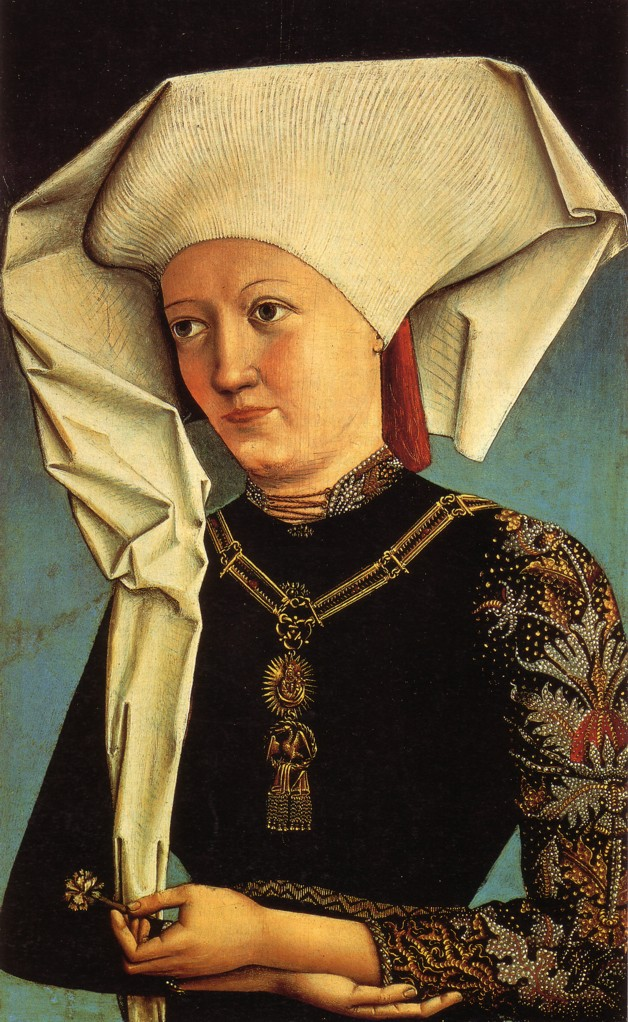
Hemma von Gurk, Bopp (1510)

O životě malíře je málo známo. Poprvé je zaznamenán jako pocestný ve Würzburgu roku 1474. Po roce 1480 byl činný v Norimberku a roku 1485 se stal občanem Nördlingenu, ale později se vrátil Bambergu, kde roku 1502 zemřel.
Jeho rané dílo, dnes uložené v Neue Residenze v Bamberku, je obraz Kázání Jana Kapistránského (1465–1475). Obraz zachycuje scénu s množstvím měšťanských figur a pálením předmětů považovaných za zbytečný přepych. Jeho malířský styl navazuje na Mistra Bamberského oltáře.
V Norimberku Bopp vytvořil epitaf Petera and Apollonie Volckamer s Ukřižováním (1483).
Bopp je uváděn jako významný malíř portrétů, který prvky nizozemské malby transformoval do osobitého východofranského stylu. Je mu přisuzován Portrét staršího muže s růžencem (1483, privátní sbírka v USA) a portrét Hemmy von Gurk (sbírka Thyssen-Bornemisza), uváděný jako dílo z roku 1490 (někdy až roku 1510).